# Tapinoma canalis
Tapinoma canalis é uma espécie de formiga do gênero Tapinoma.